# Čoka
Čoka (en serbe cyrillique : Чока ; en hongrois : Csóka) est une ville et une municipalité de Serbie situées dans la province autonome de Voïvodine. Elles font partie du district du Banat septentrional. Au recensement de 2011, la ville comptait 4 019 habitants et la municipalité dont elle est le centre 11 388.

## Localités de la municipalité de Čoka

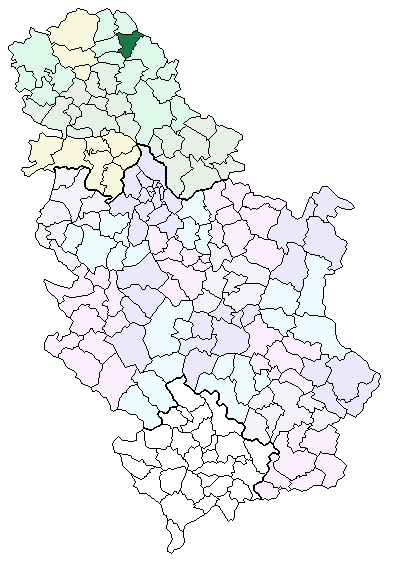
Localisation de la municipalité de Čoka en Serbie
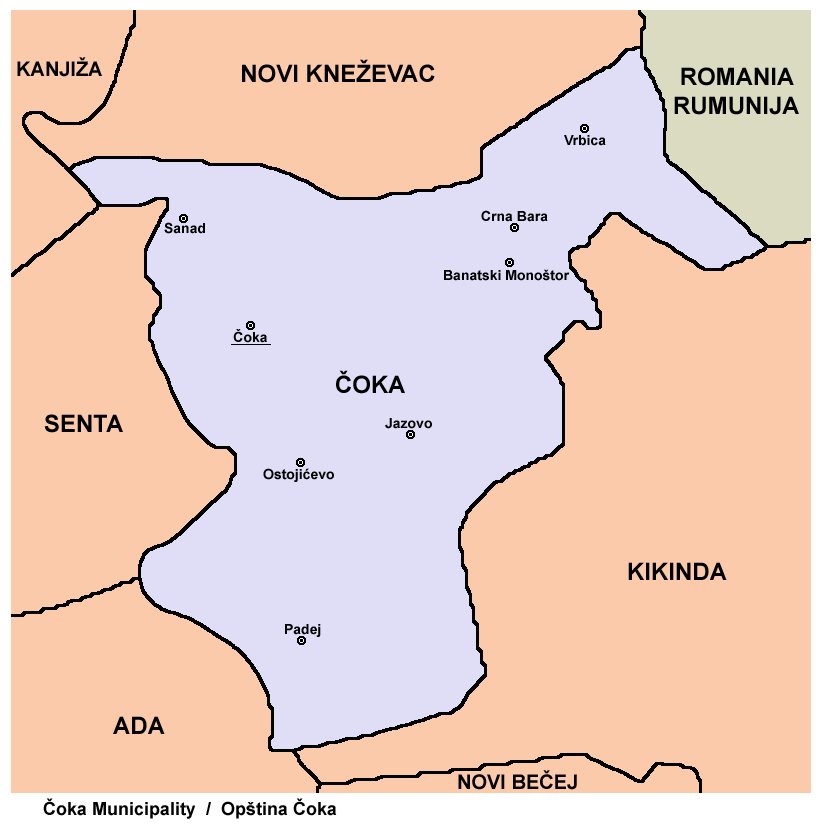
Localités de la municipalité de Čoka

La municipalité de Čoka compte 8 localités :
- Padej (en hongrois : Padé)
- Jazovo (en hongrois : Hódegyháza)
- Banatski Monoštor (en hongrois : Kanizsamonostor)
- Vrbica (en hongrois : Egyházaskér)
- Crna Bara (en hongrois : Feketetó)
- Sanad
- Ostojićevo
- Čoka

Čoka est officiellement classée parmi les « localités urbaines » (en serbe : градско насеље et gradsko naselje) ; toutes les autres localités sont considérées comme des « villages » (село/selo).

## Démographie

### Ville

#### Évolution historique de la population dans la ville
| 1948  | 1953  | 1961  | 1971  | 1981  | 1991  | 2002  | 2011  |
| ----- | ----- | ----- | ----- | ----- | ----- | ----- | ----- |
| 4 115 | 4 342 | 4 770 | 5 214 | 5 414 | 5 244 | 4 707 | 4 019 |

### Municipalité

#### Répartition de la population dans la municipalité (2002)
Les localités suivantes sont à majorité de peuplement hongrois : Čoka, Padej, Jazovo, Banatski Monoštor et Vrbica. Crna Bara possède une majorité relative de Hongrois, Sanad et Ostojićevo une majorité de Serbes.

## Politique
À la suite des élections locales serbes de 2008, les 25 sièges de l'assemblée municipale de Čoka se répartissaient de la manière suivante :
| Parti                                     | Sièges |
| ----------------------------------------- | ------ |
| Pour une Serbie européenne                | 10     |
| Coalition hongroise                       | 8      |
| Parti radical serbe                       | 5      |
| Ligue des sociaux-démocrates de Voïvodine | 2      |

Predrag Mijić, membre du Parti démocratique du président Boris Tadić, qui conduisait la liste Pour une Serbie européenne, a été réélu président (maire) de la municipalité, ; il est assisté d'un vice-président en la personne de Balázs Ferenc. Čaba Pinter, membre de la Coalition hongroise d'István Pásztor, a été élu président de l'assemblée municipale.

## Coopération internationale
Čoka a signé des accords de partenariat avec les villes suivantes :
- Deta (Roumanie)
- Bordány (Hongrie)
- Decs (Hongrie)
- Wisła (Pologne)
- Arilje (Serbie)
- Sokobanja (Serbie)